# Roger Manuel
Roger Manuel (ur. 10 listopada 1988 na Wyspach Cooka) – piłkarz z Wysp Cooka grający na pozycji pomocnika.
Od 2011 roku jest zawodnikiem grającego w najwyższej lidze Wysp Cooka drużynie Tupapa Rarotonga.
W reprezentacji Wysp Cooka rozegrał 4 mecze.